# Кадычицы
Кады́чицы (бел. Кадычыцы) — деревня в Барановичском районе Брестской области Белоруссии. Входит в состав Малаховецкого сельсовета. Расположена в 25 км по автодорогам к юго-юго-западу от центра Барановичей, на расстоянии 13 км по автодорогам к юго-западу от центра сельсовета, агрогородка Мирный. Ближайший населённый пункт — деревня Новосады. Есть кладбище.

## География
К западу от деревни  протекает река Новосадка, правый приток реки Молотовка.

## История
По переписи 1897 года — деревня Островской волости Новогрудского уезда Минской губернии, 33 двора, хлебозапасный магазин.
В 1909 году — 34 двора.
После Рижского мирного договора 1921 года — в составе гмины Остров Барановичского повета Новогрудского воеводства Польши, 31 дом.
С 1939 года — в БССР, в 1940–57 годах — в Новомышском районе Барановичской, с 1954 года Брестской области. Затем район переименован в Барановичский. С конца июня 1941 года до июля 1944 года оккупирована немецко-фашистскими войсками. На фронтах войны погибли 10 односельчан.
В 2013 году передана из упразднённого Утёсского сельсовета в Малаховецкий.

## Население
| Численность населения (по переписи) | Численность населения (по переписи) | Численность населения (по переписи) | Численность населения (по переписи) | Численность населения (по переписи) | Численность населения (по переписи) | Численность населения (по переписи) | Численность населения (по переписи) |
| 1897                                | 1909                                | 1921                                | 1959                                | 1970                                | 1999                                | 2009                                | 2019                                |
| ----------------------------------- | ----------------------------------- | ----------------------------------- | ----------------------------------- | ----------------------------------- | ----------------------------------- | ----------------------------------- | ----------------------------------- |
| 204                                 | ↘189                                | ↘136                                | ↗247                                | ↘168                                | ↘43                                 | ↘16                                 | ↘10                                 |